# 卡尔皮凯
卡尔皮凯（法語：Carpiquet，法語發音：[kaʁpikɛ] ⓘ）是法国卡尔瓦多斯省的一个市镇，属于卡昂区。

## 地理
卡尔皮凯（49°11'10"N, 0°26'40"W）面积5.88 平方千米，位于法国诺曼底大区卡爾瓦多斯省，该省份为法国西北部沿海省份，北濒大西洋英吉利海峡，东北与滨海塞纳省以海上边界相接，东临厄尔省，南至奧恩省，西与芒什省接壤。
与卡尔皮凯接壤的市镇（或旧市镇、城区）包括：奥东河畔布雷特维尔、卡昂、圣日耳曼-拉布朗什埃尔布、圣芒维厄-诺雷、韦尔松、罗镇。

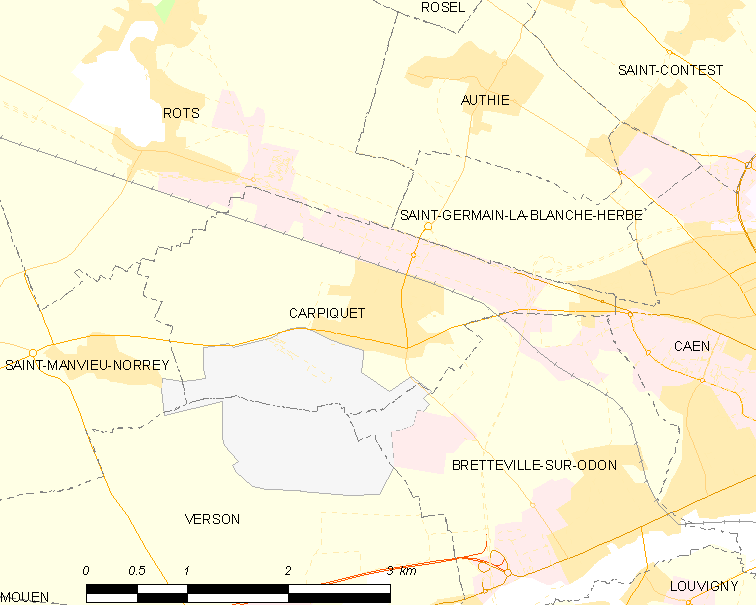
卡尔皮凯的OSM定位图

卡尔皮凯的时区为UTC+01:00、UTC+02:00（夏令时）。

## 行政
卡尔皮凯的邮政编码为14650，INSEE市镇编码为14137。

## 政治
卡尔皮凯所属的省级选区为卡昂第二县。

## 人口

1962-2008年间卡尔皮凯人口变化图示

卡尔皮凯于2022年1月1日时的人口数量为3266人。